# Parc de Laeken
Pour les articles homonymes, voir Laeken (homonymie).
Le parc de Laeken (en néerlandais : Park van Laken) est un parc public de Bruxelles créé au XIXe siècle sous l'impulsion du roi Léopold II. De style paysager, il s'étend sur environ 45 ha. Il est situé en face du château royal de Laeken.
L'aménagement du parc de Laeken coïncide avec la métamorphose du faubourg rural de Laeken en commune urbanisée et verdoyante. C'est, avec le percement des avenues du Parc Royal et Jules Van Praet et l'extension du domaine royal à l'intérieur de celles-ci, l'œuvre majeure du souverain pour l'urbanisation de cette commune de la périphérie de Bruxelles.

## Histoire de sa création
Étroitement lié au mémorial à son père, dont Léopold II de Belgique a, dès son accession au trône, une idée précise de l'implantation. L'aménagement d'un parc public aux abords du domaine royal de Laeken est entériné en 1867. La perspective réjouit alors les Laekenois, qui y voient une forte impulsion à la modernisation et à l'embellissement de leur territoire « puisque son exécution doit transformer, au grand avantage de la commune, un des quartiers les moins favorisés par le développement des constructions. Des parties insalubres seront assainies et embellies, des quartiers nouveaux seront créés et des voies nouvelles, larges et commodes, sillonnées de plantations, remplaceront des communications malsaines, arides et tortueuses. » Quant au mémorial au premier roi des Belges, il contribuera à la fréquentation du parc pendant la belle saison, au plus grand bénéfice des commerces locaux. C'est, d'ailleurs, aux cris pleins de ferveur de « Vive le roi » que la séance du conseil communal du 12 octobre se termine après un vote unanimement favorable au projet.
Si les acquisitions de terrains nécessaires à sa création commencent dès l'année suivante, l'aménagement du parc met pourtant plus de dix ans à voir le jour. Un compromis intervient en effet le 1er avril 1876 entre le roi et l'État sur l'échange de terrains indispensables à sa création. Le roi cède à l'État 16 ha (0,16 km2), dont la majeure partie provient de la propriété du comte Édouard de Walckiers qu'il a acquise en 1867. Il se réserve le château du Belvédère, entourée d'un hectare de jardins. Léopold II renonce encore à un hectare supplémentaire de son domaine privé pour permettre le tracé de l'avenue du Parc royal qui prolonge l'avenue de la Reine au-delà de l'église Notre-Dame de Laeken. En échange, l'État donne au roi diverses propriétés à Laeken, le bois de Freyr situé dans la province de Luxembourg et le domaine de Ravenstein à Tervuren. Il octroie par ailleurs un crédit d'un million de francs-or pour la construction du mémorial à Léopold Ier de Belgique et l'aménagement du parc, à charge pour le roi de payer la différence.
Le parc peut ainsi être aménagé entre 1876 et 1880, année du cinquantième anniversaire de l'Indépendance. Les plans d'Édouard Keilig (1827-1895), architecte d'origine allemande déjà pressenti pour l'aménagement du bois de la Cambre, associé à l'ingénieur des Ponts et chaussées Louis Van Schoubroeck, prévoient, outre le tracé du parc, le nivellement du Donderberg, ou montagne du Tonnerre, entre la drève Sainte-Anne et le domaine royal de manière à pouvoir remplacer l'ancien chemin de Meise, très pentu à cet endroit, par une large avenue. Axe principal de la composition, l'avenue du Parc Royal est tracée en ellipse à la lisière du domaine royal, dont les limites sont ainsi précisées, et du parc public.

## Le plus anglais des parcs bruxellois

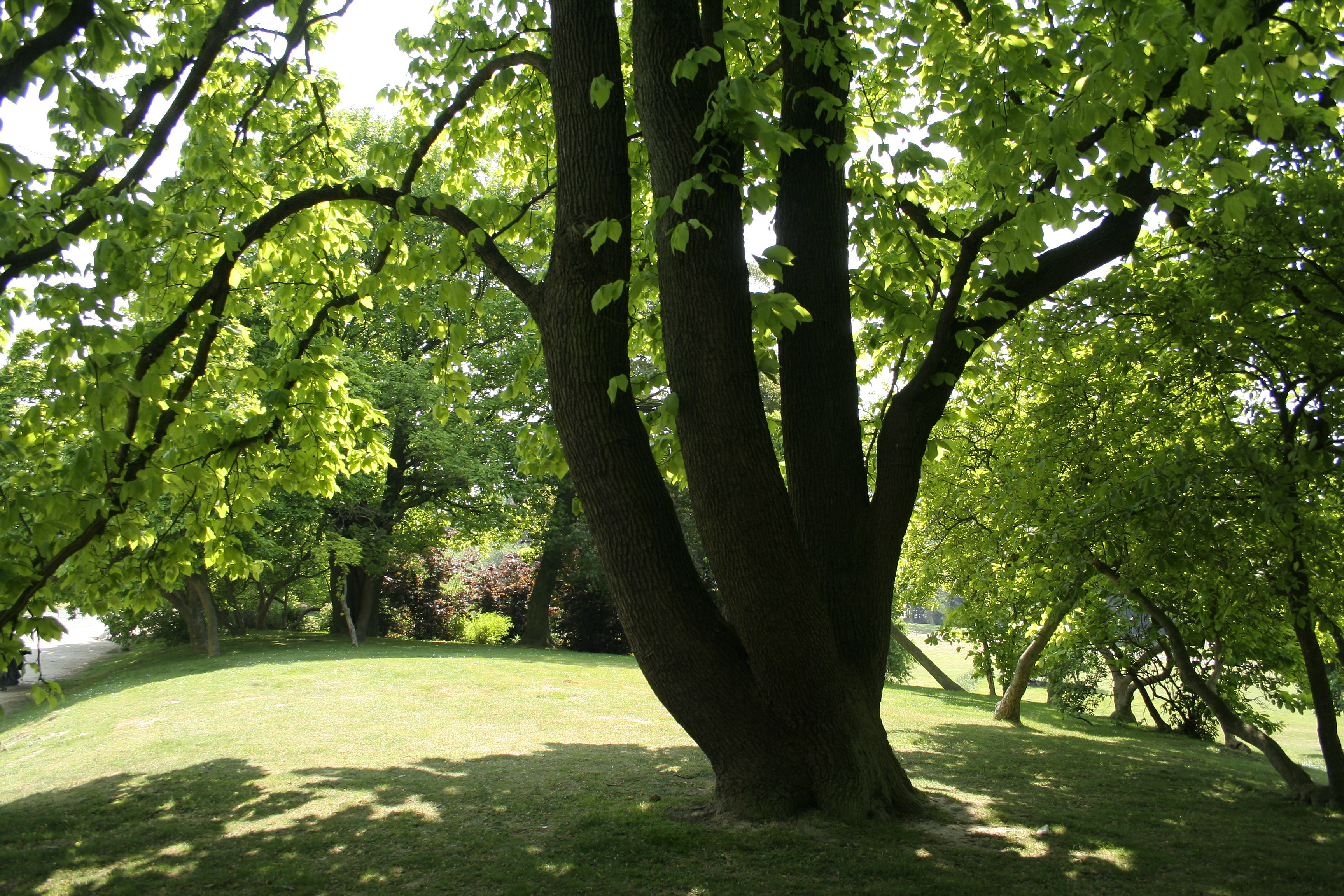
Un magnolier à feuilles acuminées remarquable du parc.

Le parc de Laeken, avec ses belles perspectives, ses vallons et ses bouquets d'arbres judicieusement plantés, est sans doute le plus anglais des parcs bruxellois. Il déploie ses vastes pelouses ondulées et plantées à la limite du plateau du Heysel, entre l'avenue du Parc Royal et l'avenue du Gros Tilleul et le boulevard du Centenaire, percé à l'occasion de l'exposition universelle de 1935.
La double allée monumentale tracée dans la perspective du château de Laeken, baptisée depuis avenue de la Dynastie, est bordée de superbes massifs de magnolias qui, selon les espèces, fleurissent avant ou après l'éclosion des feuilles. À l'arrière, les céphalotaxus de Harrington, espèce peu courante de conifère, sont originaires du Japon et de Corée. Les rues asphaltées et les chemins épousent les formes irrégulières du terrain dans lequel ils dessinent des arabesques tout en courbes et en lacets. La largeur des allées étonne, souvenir d'un passé pas si lointain où véhicules hippomobiles et ensuite automobiles paradaient ou simplement traversaient le parc, en l'absence des avenues qui le ceinturent.
Dans les pelouses couvertes de pâquerettes écloses aux premiers rayons de soleil, on observera de nombreux marronniers communs, des aubépines abondamment fleuries au printemps, des frênes et quelques ifs, dont un if d'Irlande de belle taille, des hêtres et des érables. Des massifs de houx de différentes variétés, de rhododendrons et de jasmins agrémentent certaines allées. Conformément à la volonté d'Édouard Keilig, les bouquets d'arbres ménagent la vue sur les pavillons et monuments qui parsèment le parc.

## Monument à la Dynastie
50° 53′ 26″ N, 4° 21′ 12″ E

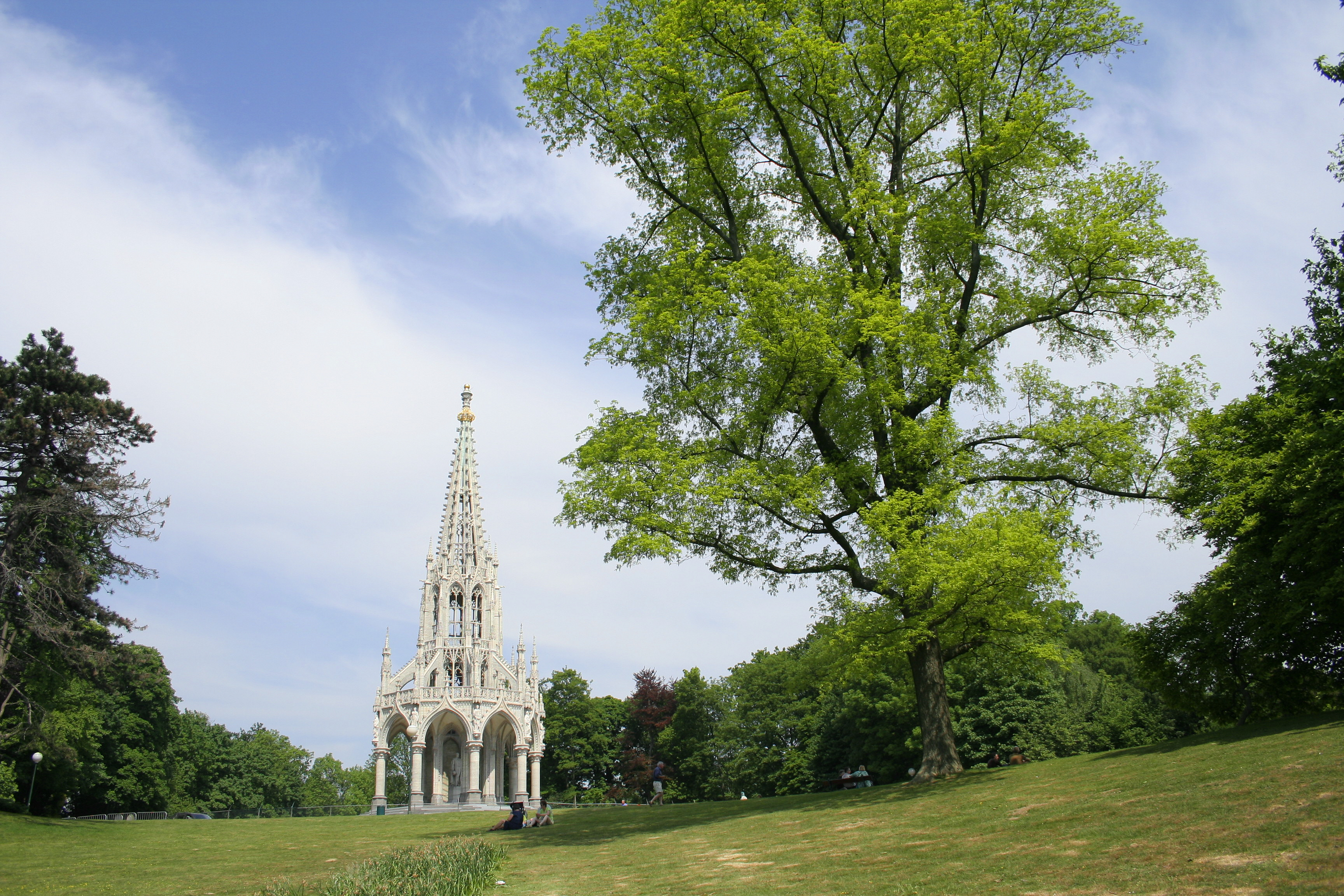
Le parc et le mémorial à Léopold.

Pour les amateurs de panoramas, le point de vue le plus favorable du parc de Laeken se situe aux alentours du mémorial à Léopold Ier. De ce promontoire, on aperçoit à l'horizon les tours de bureaux de l'espace Nord, le palais de justice de Bruxelles et, à l'avant-plan, l'église Notre-Dame de Laeken, le château de Laeken et l'Atomium. Édifié en 1880 dans l'axe de la cour d'honneur du château royal, « là où le roi a toujours habité et où il est mort » (Léopold II), le mémorial est dû à l'architecte gantois Louis de Curte (1817-1891). Disciple d'Eugène Viollet-le-Duc, il se passionne pour la restauration d'édifices religieux auxquels il consacre son talent méticuleux. Pour le mémorial qu'on lui a commandé, il s'inspire de celui de Walter Scott à Édimbourg (G.H. Kemp, 1840-1846) et, plus vaguement, de l'Albert Memorial de Londres (G.G. Scott et J.H. Foley, 1872-1875). Plus délicat et plus léger que ces prédécesseurs, il offre un pastiche parfait du gothique flamboyant, révélateur de la maîtrise acquise par son concepteur, au détriment sans doute de sa créativité. La silhouette de la petite chapelle culmine à 43 mètres de hauteur et repose sur un massif en maçonnerie de 16 mètres de profondeur.
La statue du roi, œuvre de Guillaume Geefs (1805-1885), est protégée par un dais en forme d'ennéagone parfait reposant sur un socle à gradins. Cette forme inusitée permet de figurer les neuf provinces qui composaient alors la Belgique. Les allégories qui les représentent ont été confiées à un aréopage d'artistes qui se sont inspirés des dessins de Georges Houstont : Namur est symbolisée par la métallurgie (Thomas Vinçotte), Luxembourg par la chasse (Constant-Albert Desenfans), Liège par l'armurerie (Adolphe Fassin), le Limbourg par l'agriculture (Antoine-Joseph Van Rasbourgh), Anvers par le commerce et la navigation (Frans Deckers), le Brabant par le sceptre royal (Charles Van der Stappen), la Flandre-Orientale par les filatures et l'horticulture (Gérard Van der Linden), la Flandre-Occidentale par la pêche (Henri Pickery), le Hainaut par la houille (Charles Brunin).
La décoration fourmille de références au gothique brabançon : les chapiteaux de colonnes à feuilles de choux, les galbes en accolade des arcades brisées, les niches entre console et dais abritant les allégories des neuf provinces belges ou encore la flèche qui fait irrésistiblement penser à celle de l'hôtel de ville. Le génie des arts, sculpté par Guillaume De Groot pour la coiffer, a été déplacé sur le toit des Musées royaux des beaux-arts pour des raisons de stabilité. Avec leurs belles balustrades gothiques, entrecoupées de pinacles sur lesquels viennent s'adosser les arcs-boutants de la flèche, les étages sont accessibles au public par un élégant escalier à vis dans une cage de colonnettes.
Le monument a été rénové en 2001 à l'occasion de la présidence belge de l'Union européenne. Il reste fermé au public par crainte du vandalisme.

## Chapelle et source Sainte-Anne

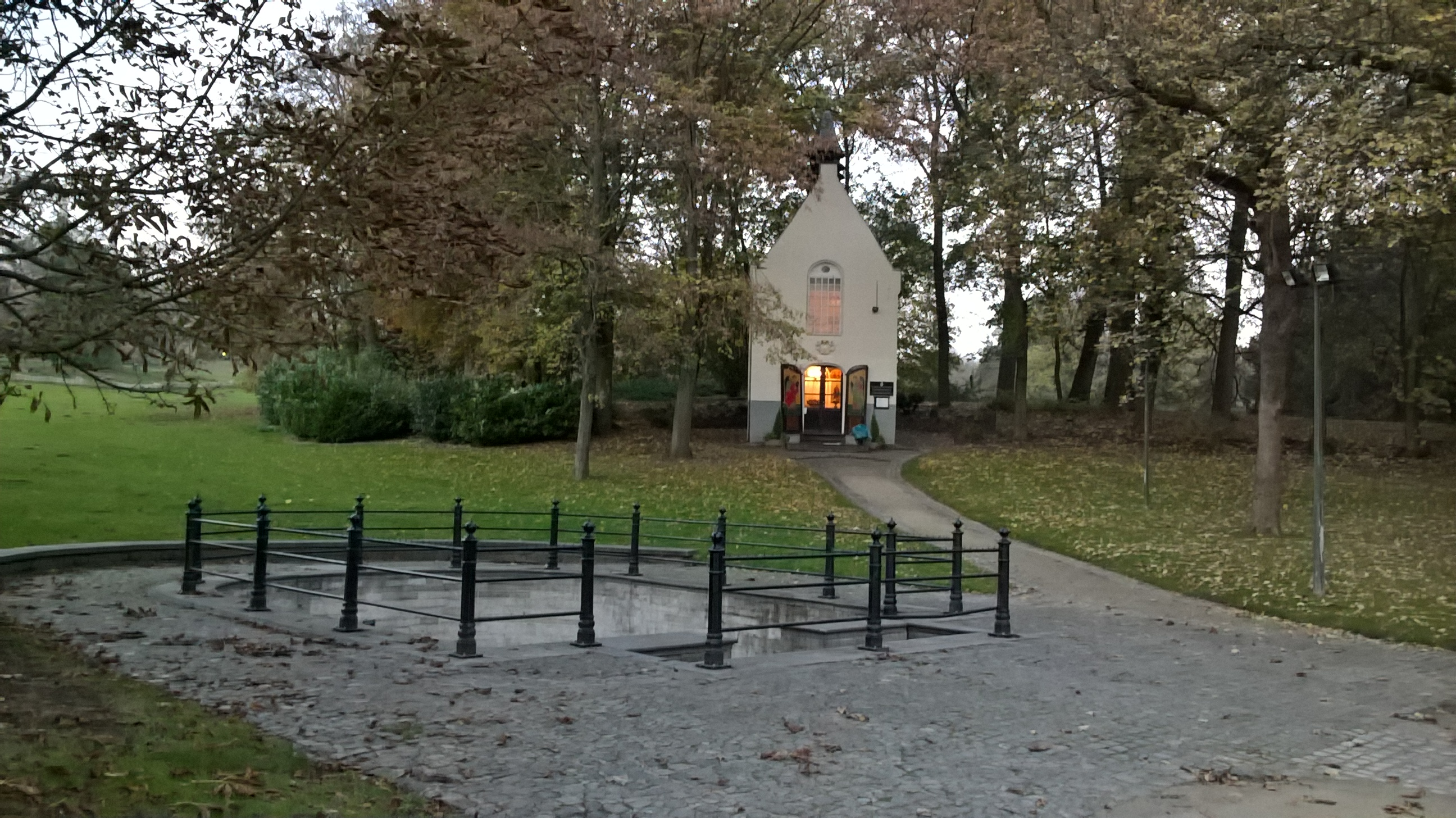
La chapelle et la fontaine Sainte-Anne.

On y trouve également la chapelle Sainte-Anne et la fontaine Sainte-Anne, qui sont des lieux de pèlerinage depuis plusieurs siècles.